# CRI ADX
CRI ADXとは、株式会社CRI・ミドルウェアによって開発・販売されている音声データの格納・再生を行うミドルウェアとそのデータ形式。同社の主力商品。

## 製品概要
主にゲームソフト等に用いられる独自コーデックで、音声ファイルを通常の10～25%程度に圧縮できるとしている。
Windowsやドリームキャスト、PlayStation 2、ニンテンドー ゲームキューブ、PlayStation Portable、Xbox、ニンテンドーDS、Xbox 360、PlayStation 3、Wiiなど様々なプラットフォームに対応することによって、1,000以上の家庭用ゲームタイトルに採用されている。
また、『ムシキング』や『THE IDOLM@STER』など、アーケードゲームでの採用事例もある。
なお、このミドルウェアを使用した際には、必ず起動時などユーザーの目にするところにロゴを表示した上、パッケージにも同様のロゴを表示することが義務付けられていた。2006年11月1日以降に出るゲームは新ロゴに変更となり、同時にロゴの表示義務がなくなっている。

## 形式
パソコン用やPlayStation 2用ゲームなど、ゲームデータのファイル名などが確認できるものにおいては、その多くに拡張子.adxを含み、データ内に「(c)CRI」の表示が確認できる。なお、複数のADXデータを1ファイルに格納する形式もあり、.acx、.aixの拡張子がつけられている。
ちなみに、これらの形式のファイルは、インターネット上で展開ツールがフリーウェアとして公開されており、簡単に元のWAV形式に復元することが可能である。また、FFmpegベースのプレーヤを使えば直接再生することが可能である。
再生時の特長としては、複数のストリームを制御することによって、同時に2つ以上のサンプリング音声ファイル（BGMと台詞など）を再生することが可能である。
圧縮コーデックはCRI ADX ADPCM (*.aax, *.adx, *.aix)、MPEG-2 Audio (*.ahx)、HCA (*.hca)、HCA-MX (*.hcamx)となっている。

## CRI Sofdec
CRI Sofdecとは、株式会社CRI・ミドルウェアの開発した動画データの圧縮・再生を行うミドルウェア。かつて「CRI MPEG Sofdec」と呼ばれていたものである。音声部分に上記のADX形式を利用する。